# Afroablepharus annobonensis
Espèce
Synonymes
- Panaspis africana annobonensis Fuhn, 1972

Statut de conservation UICN

 CR B1ab(iii) : 
En danger critique
Afroablepharus annobonensis est une espèce de sauriens de la famille des Scincidae.

## Répartition
Cette espèce est endémique de l'île d'Annobón en Guinée équatoriale.

## Étymologie
Son nom d'espèce, composé de Annobón et du suffixe latin -ensis, « qui vit dans, qui habite », lui a été donné en référence au lieu de sa découverte.

## Publication originale
- Fuhn, 1972 : Révision du Phylum forestier du genre Panaspis Cope (Reptilia, Scincidae, Lygosominae). Revue roumaine de Biologie, série de Zoologie, vol. 17, no 4, p. 257-271.